# Kostel Povýšení svatého Kříže (Hazlov)
Kostel Povýšení svatého Kříže je římskokatolický filiální kostel v Hazlově v okrese Cheb v Karlovarském kraji.
Od roku 1963 je kostel chráněn jako kulturní památka.

## Historie
Kostel byl postaven spolu s hradem Hazlov, o němž je první písemná zmínka z roku 1224. Nejstarším románské jádro hradu se nachází v přízemním zdivu kostelní věže. Vnitřní prostor věže bývá ztotožňován s původním presbytářem zatím nedoložené kaple. Ten nahradila novostavba barokního kostela. V blízkosti kostelní věže, která hrad střežila, se nejspíš nacházel vchod do hradu. Lze předpokládat, že před branou byl příkop, zaniklý při přestavbě hradu na zámek. Jádro hradu mohlo být hlídáno hranolovou věží kostela.
Věž je vysoká téměř 25 metrů, je mírně obdélného půdorysu a relativně štíhlá. Spodní část je postavena z kvádrů evidentně ve dvou fázích, přičemž mladší dvě podlaží, oddělená vodorovným odsazením ve zdivu, jsou nejspíše vrcholně gotického původu.
Při kostele byla zřízena roku 1307 první farnost na Chebsku.
Po druhé světové válce postihl obec odsun německého obyvatelstva, který až do konfiskace držel Hans Wilhelm Hemfeld. Poté již kostel a zámek chátral. V objektu pak sídlil až do roku 1966 ašský státní statek. Na celkovou demolici naštěstí nedošlo a v roce 1963 resp. 1996 byl celý areál zámku zapsán do seznamu kulturních památek ČR. Od roku 2009 se postupně zastřešovaly dosud stojící budovy. V roce 2017 byla dostavěna schodišťová věž zámku, v následujícím roce dostala střechu. Následovala oprava druhé schodišťové věže, která zpřístupňuje renesančně barokní krov.

## Stavební podoba
Jednolodní neorientovaný kostel kostel s ploše uzavřeným presbytářem. Stavba stojí na místě staršího kostela z první poloviny 14. století, z něhož se zachovala věž. Kostel je obklopen zříceninami zámeckých budov, z nichž některé byly opraveny a sídlí zde obecní úřad a knihovna. Roku 1307 byl na věž zavěšen první a nejstarší zvon. Při barokní přestavbě, která proběhla v letech 1687–1688, byly zavěšeny další tři zvony, které však byly za první světové války sejmuty a nové litinové zvony, vyrobené ve Škodových závodech v Plzni, které byly zavěšeny v roce 1920.
Vnitřní zařízení kostela pochází z konce 17. století a zobrazuje výjevy z života Ježíše Krista.
Před kostel byla umístěna barokní socha svatého Jana Nepomuckého, která původně stávala na náměstí před zámkem.
Nejcennějším artefaktem byl dřevěný polychromovaný reliéf Smrt Panny Marie z období kolem roku 1500, který je nyní součástí chebského muzea.

## Galerie

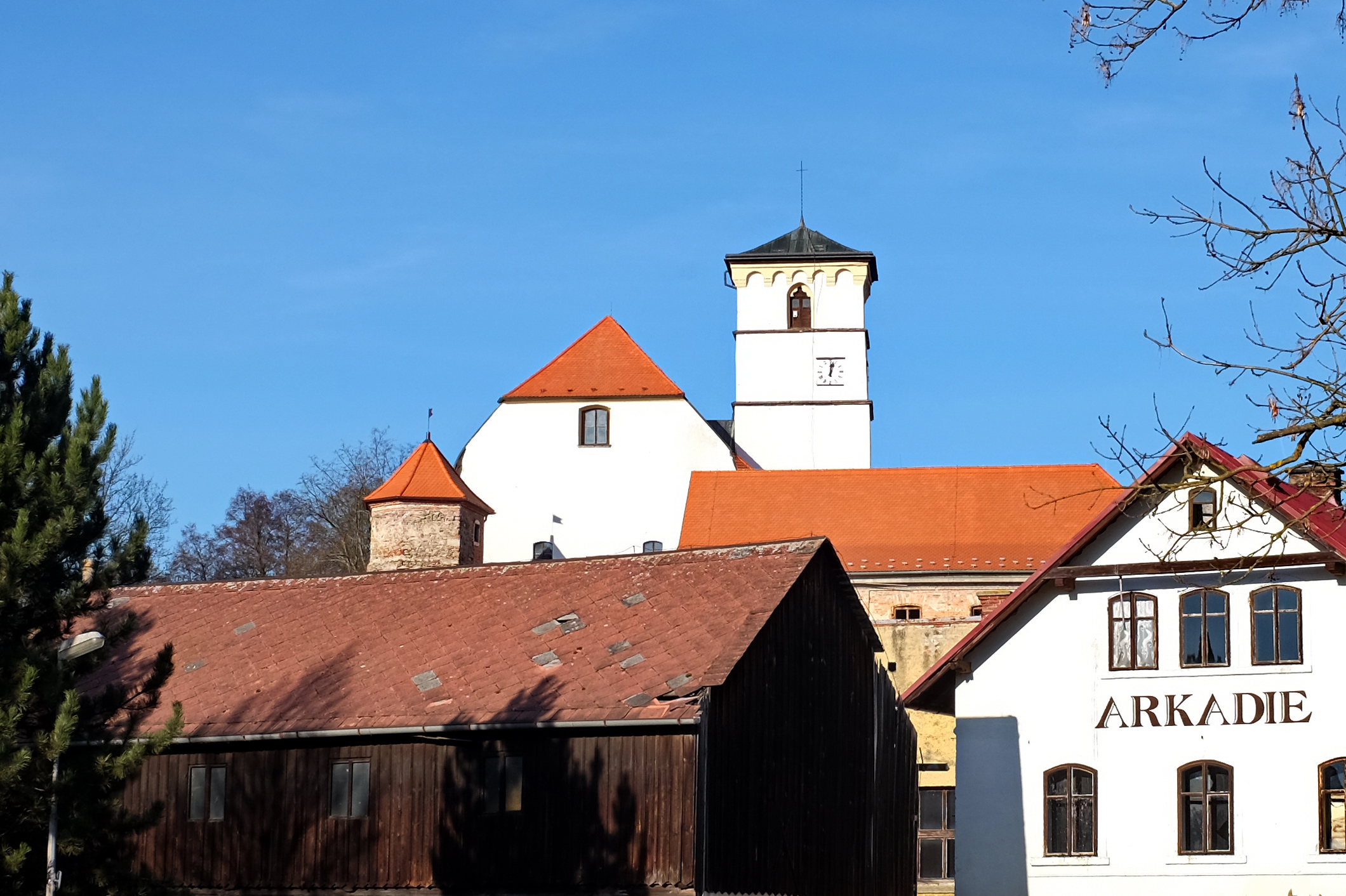
Celkový pohled na kostel
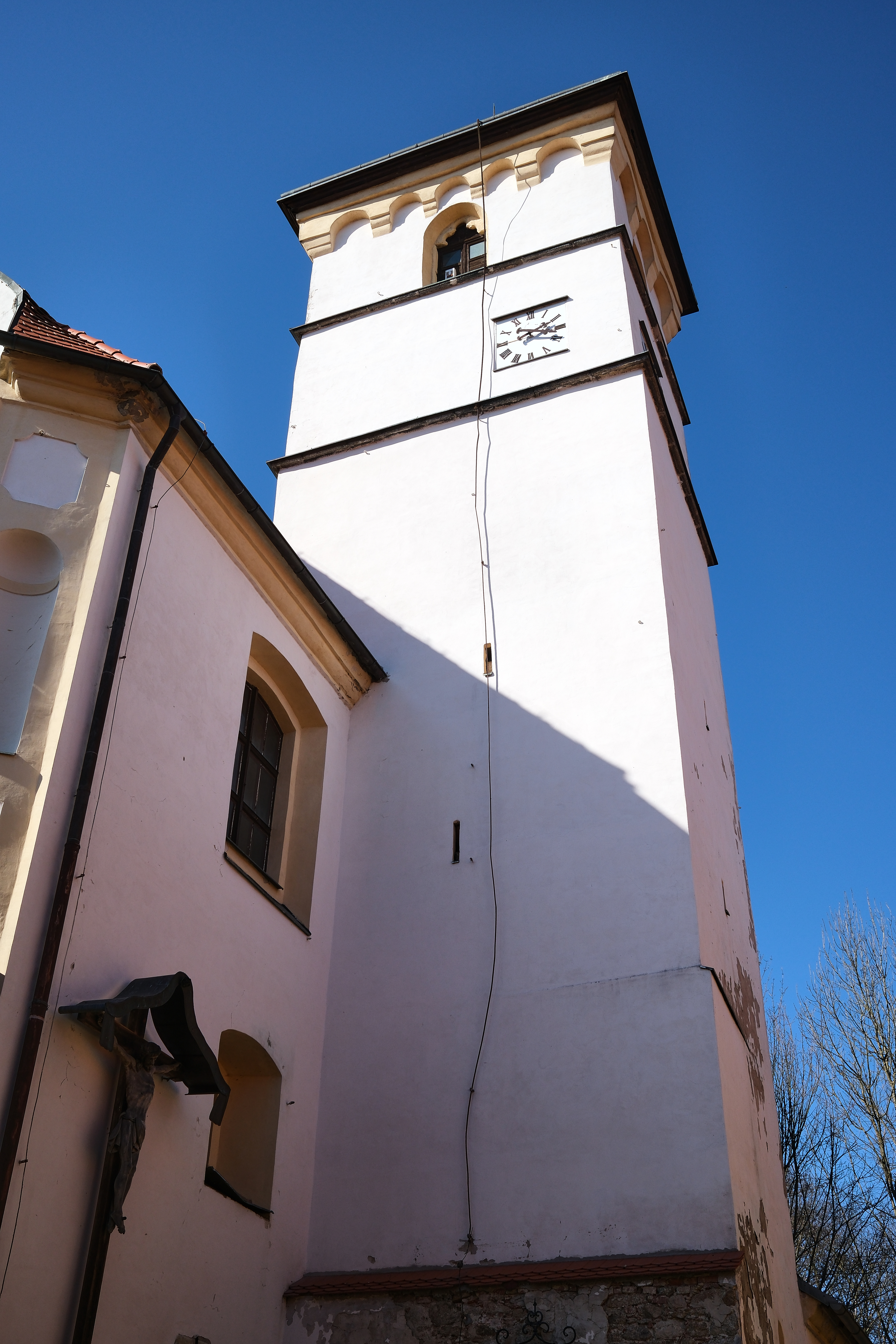
Kostelní věž
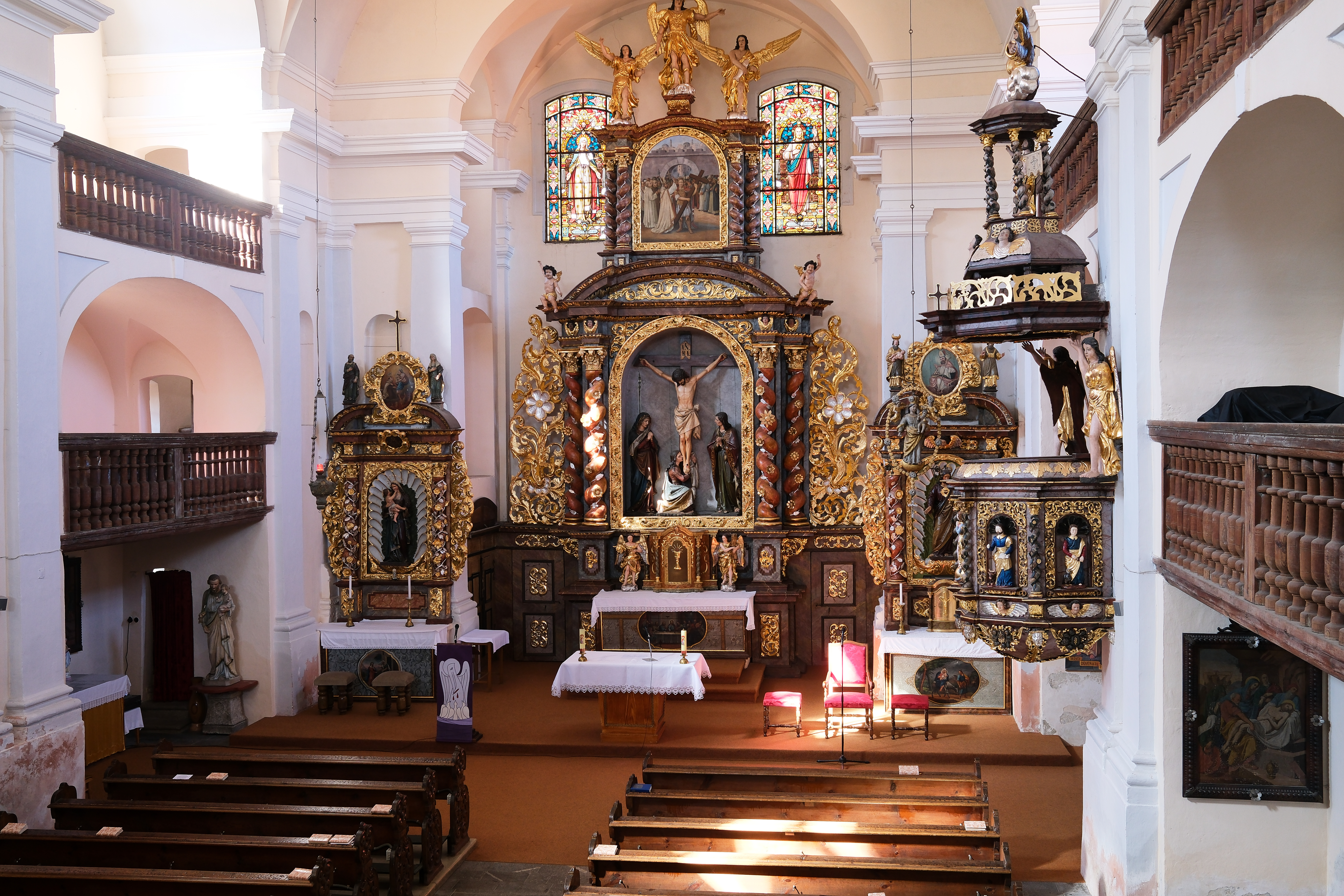
Oltář
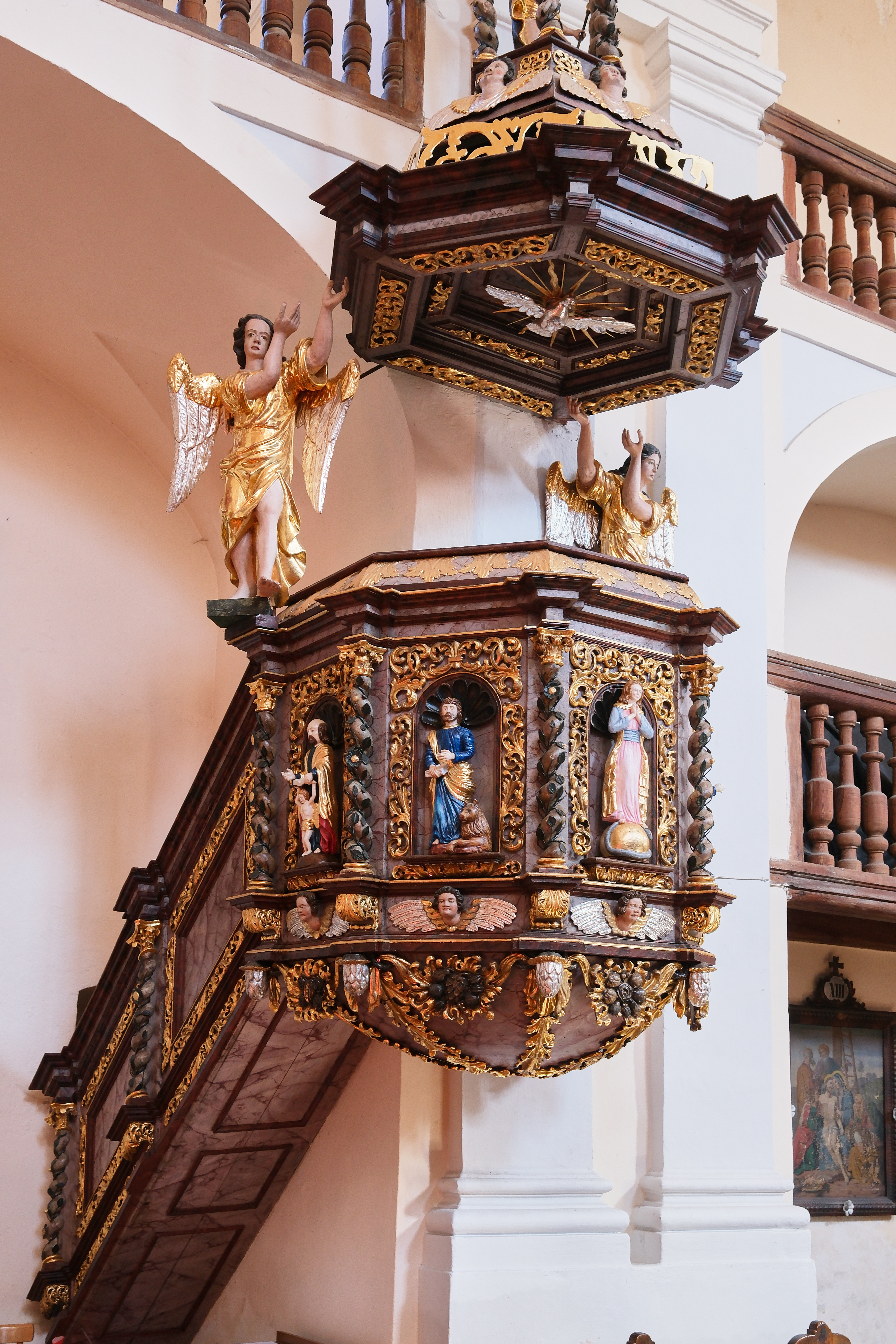
Kazatelna
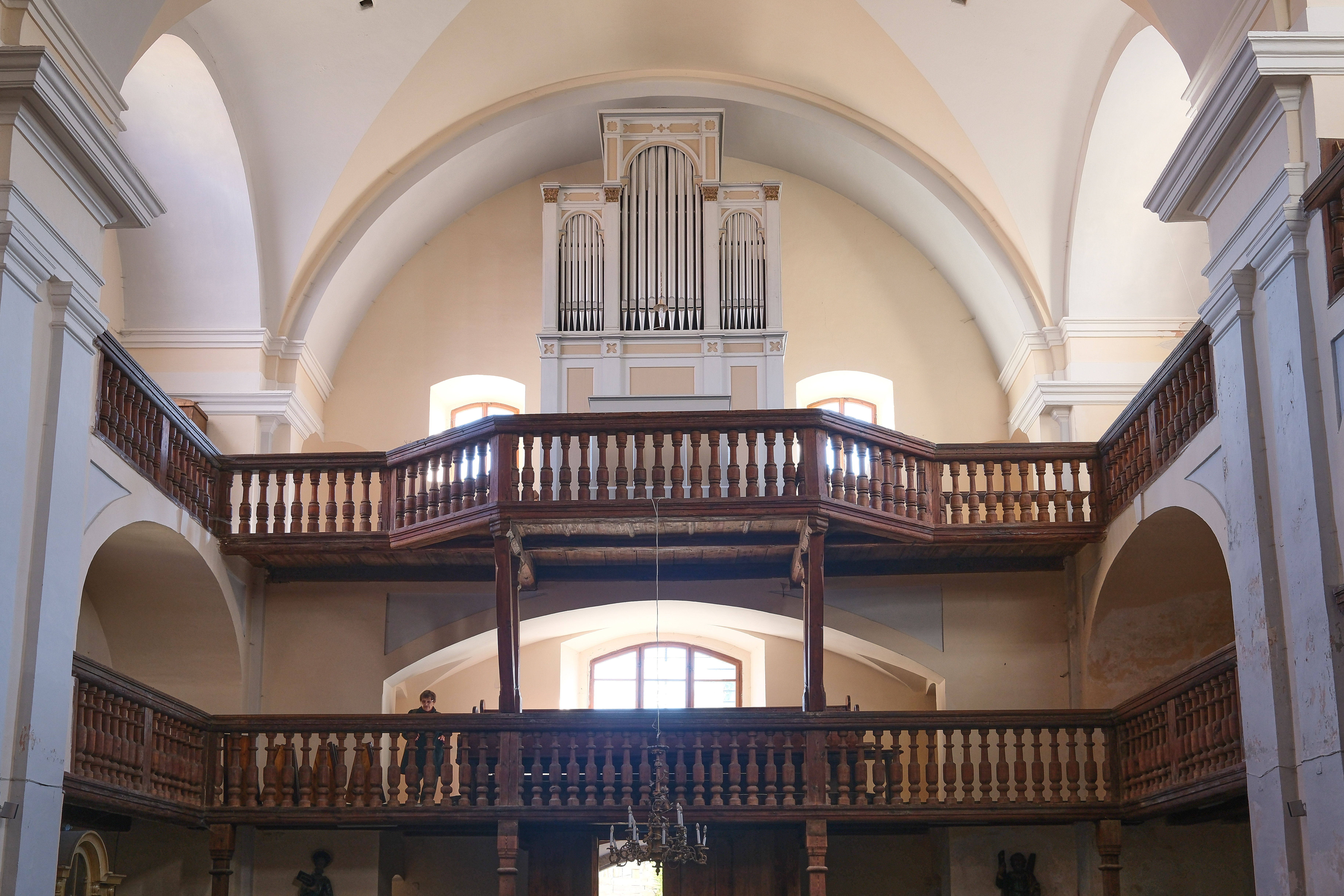
Varhany
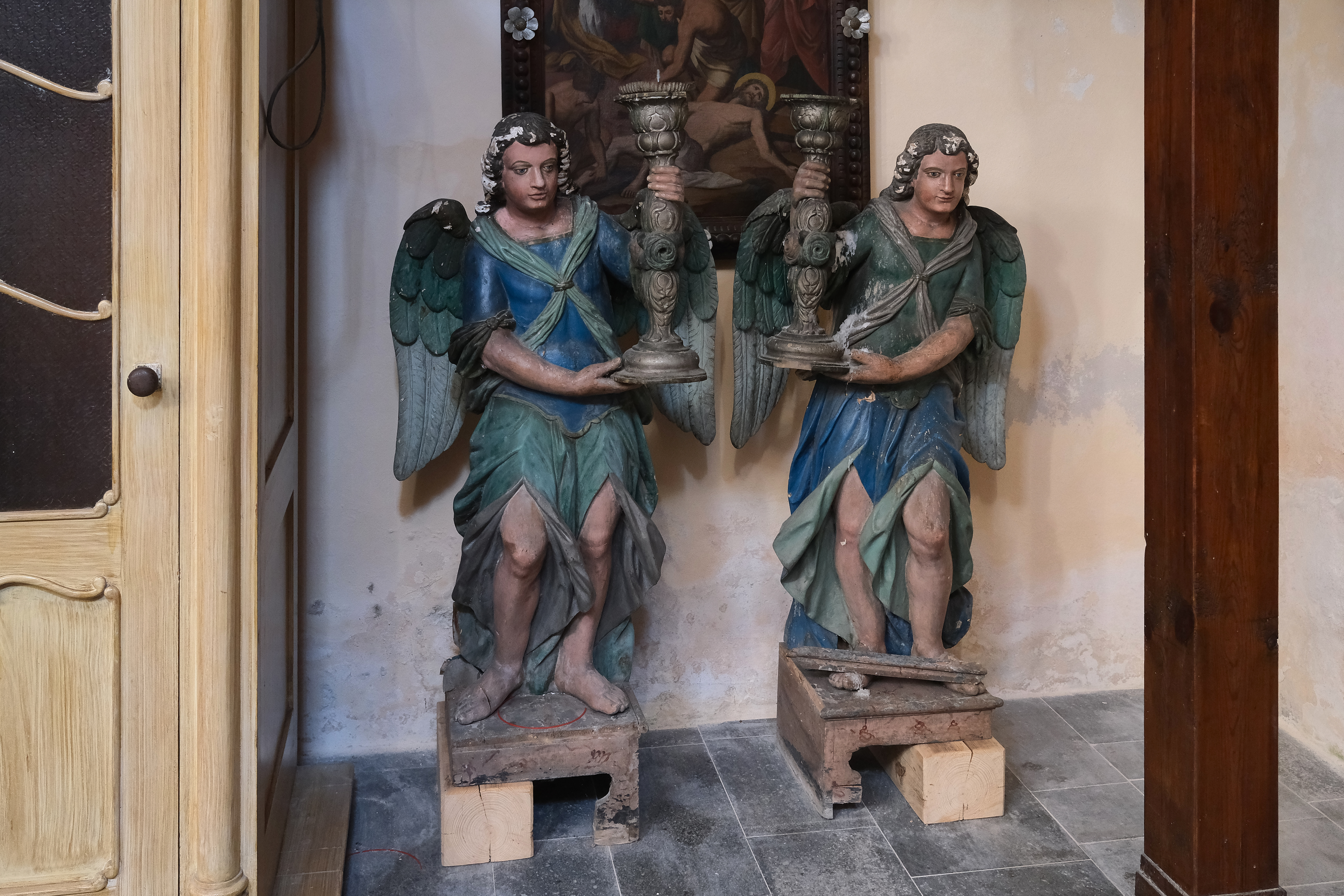
Sochařská výzdoba
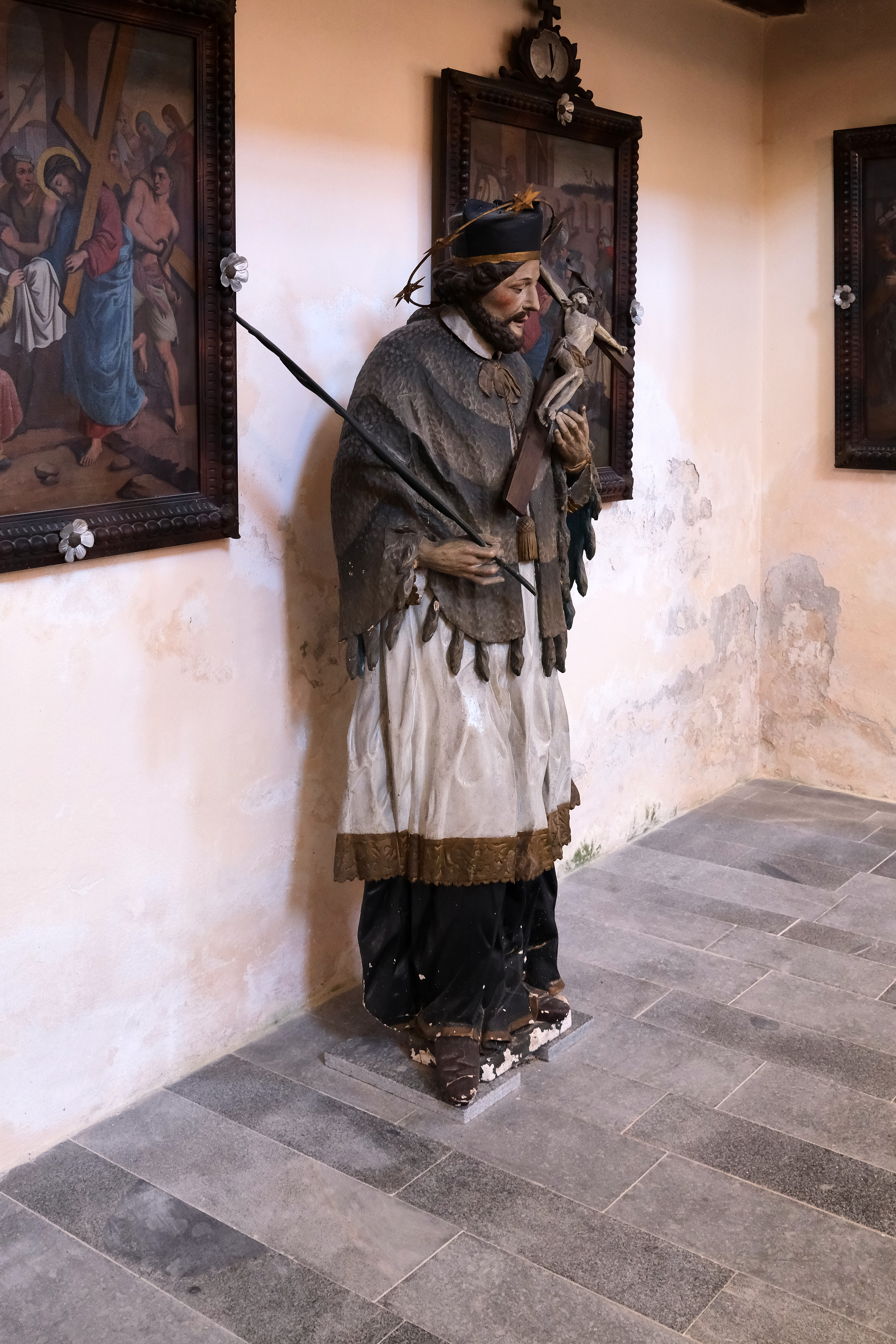
Sochařská výzdoba
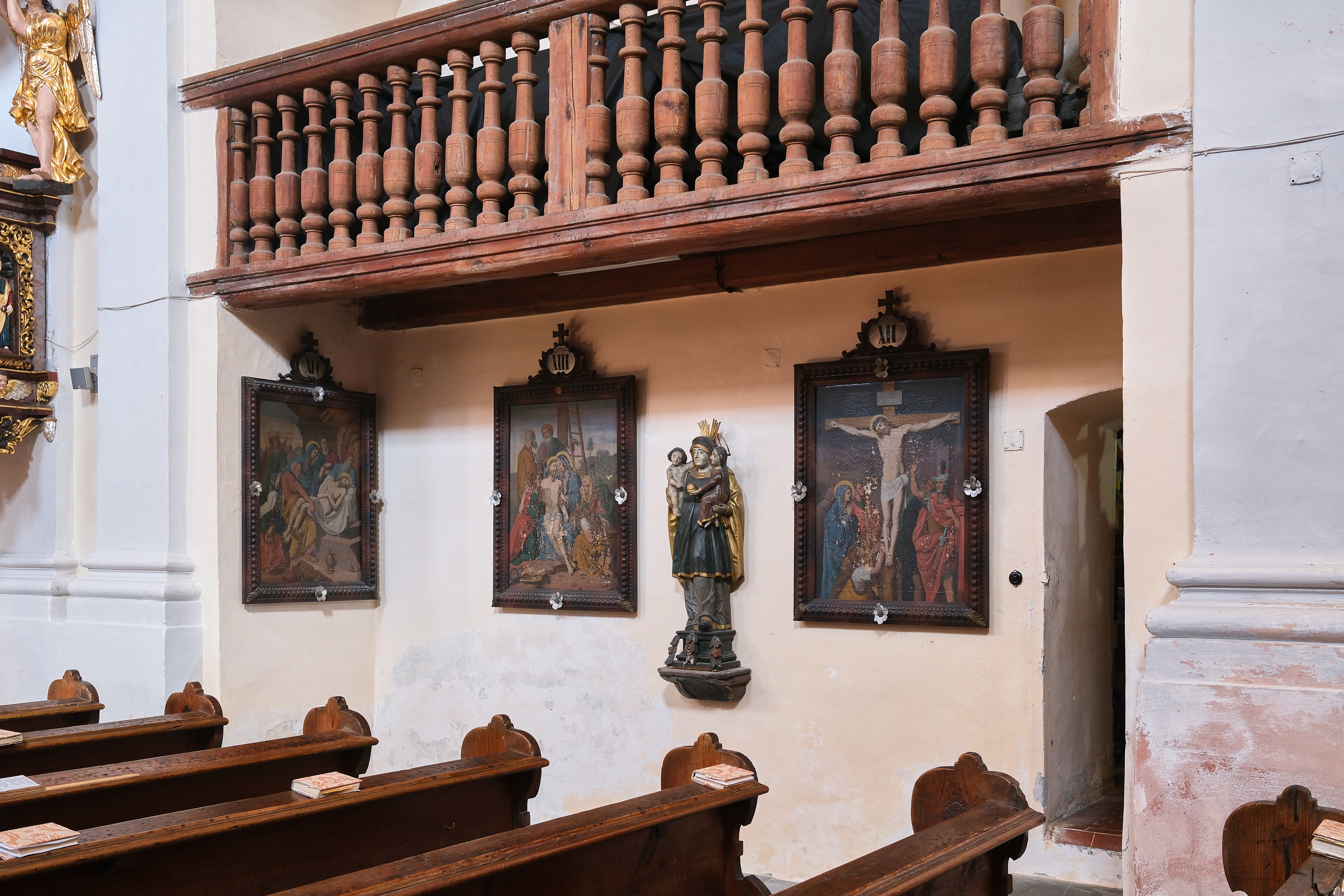
Obrazy v kostele
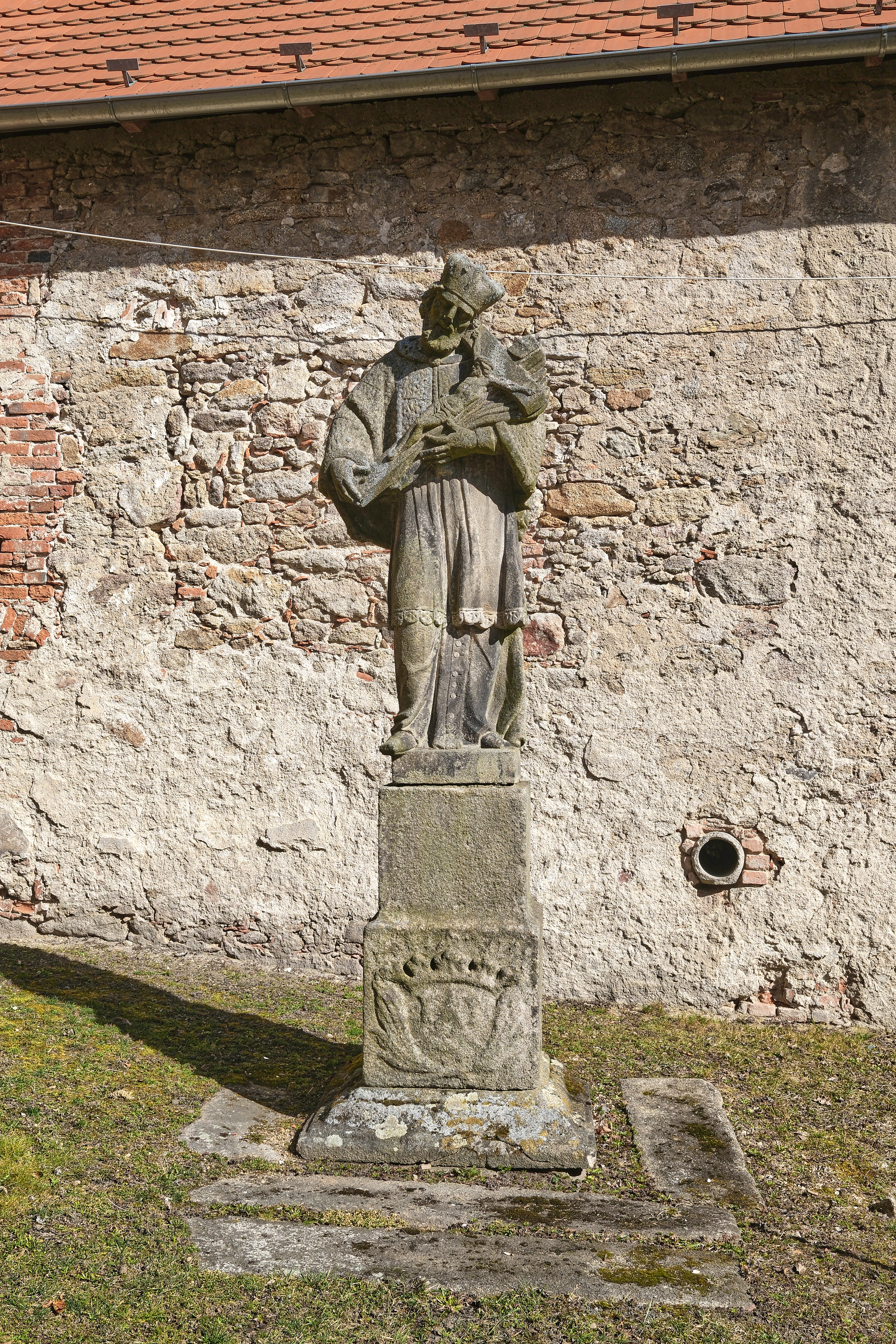
Socha sv. Jana Nepomuckého
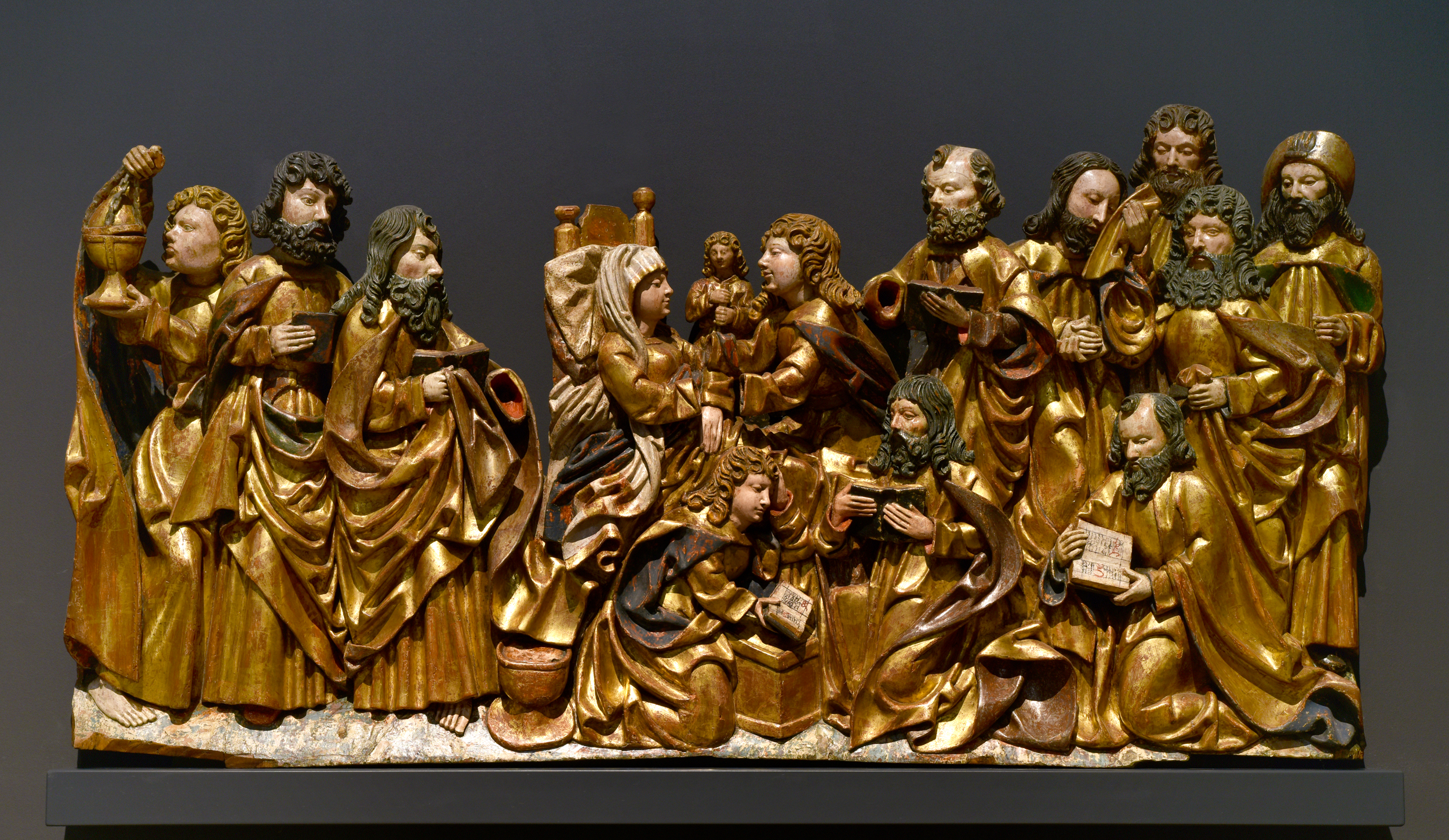
Smrt Panny Marie z Hazlova v galerii výtvarného umění v Chebu